# Praktiskt förnuft
Praktiskt förnuft är förmågan att genom tänkande (förnuftet) avgöra vad man ska göra. Ett sådant förnuft är praktiskt i två hänseenden. För det första har det ett praktiskt objekt, nämligen handling. För det andra är dess konsekvenser också praktiska, eftersom dessa rör människors faktiska handlingar. Skillnaden mellan dessa två aspekter av det praktiska förnuftet är således att den första rör denna form av förnufts tankeverksamhet eller ämne, medan den andra rör vad denna tankeverksamhet faktiskt utmynnar i.